# Чукоглав плодояден прилеп
Чукоглавият плодояден прилеп (Hypsignathus monstrosus) е вид прилеп от семейство Плодоядни прилепи (Pteropodidae). Видът не е застрашен от изчезване.

## Разпространение и местообитание
Разпространен е в Ангола, Бенин, Буркина Фасо, Габон, Гана, Гвинея, Гвинея-Бисау, Демократична република Конго, Екваториална Гвинея, Етиопия, Камерун, Кения, Кот д'Ивоар, Либерия, Нигерия, Сиера Леоне, Того, Уганда, Централноафриканска република и Южен Судан.
Обитава гористи местности, влажни места, национални паркове, савани, езера, блата, мочурища и тресавища в райони с тропически климат, при средна месечна температура около 24,7 градуса.

## Описание
На дължина достигат до 22,7 cm, а теглото им е около 337 g.